# Coppa del mondo di triathlon del 1998
La Coppa del mondo di triathlon del 1998 (VIII edizione) è consistita in una serie di nove gare.
Tra gli uomini ha vinto il neozelandese Hamish Carter. Tra le donne si è aggiudicata la coppa del mondo l'australiana Michellie Jones.

## Risultati

### Classifica generale

#### Élite Uomini
| Pos. | Nome              | Paese         |
| ---- | ----------------- | ------------- |
|      | Hamish Carter     | Nuova Zelanda |
|      | Dmitriy Gaag      | Kazakistan    |
|      | Chris McCormack   | Australia     |
| 4    | Greg Bennett      | Australia     |
| 5    | Gilberto González | Venezuela     |
| 6    | Craig Walton      | Australia     |
| 7    | Chris Hill        | Australia     |
| 8    | Simon Lessing     | Regno Unito   |
| 9    | Greg Welch        | Australia     |
| 10   | Jamie Hunt        | Nuova Zelanda |

#### Élite donne
| Pos. | Nome              | Paese       |
| ---- | ----------------- | ----------- |
|      | Michellie Jones   | Australia   |
|      | Emma Carney       | Australia   |
|      | Isabelle Mouthon  | Francia     |
| 4    | Jackie Gallagher  | Australia   |
| 5    | Erika Molnar      | Ungheria    |
| 6    | Loretta Harrop    | Australia   |
| 7    | Joanne King       | Australia   |
| 8    | Mieke Suys        | Belgio      |
| 9    | Barbara Lindquist | Stati Uniti |
| 10   | Rina Hill         | Australia   |

### La serie
Ishigaki - Giappone 
12 aprile 1998
| Pos. | Uomini     | Uomini        | Uomini   | Donne            | Donne     | Donne    |
| Pos. | Atleta     | Paese         | Tempo    | Atleta           | Paese     | Tempo    |
| ---- | ---------- | ------------- | -------- | ---------------- | --------- | -------- |
|      | Greg Welch | Australia     | 01:50:57 | Emma Carney      | Australia | 02:03:24 |
|      | Jamie Hunt | Nuova Zelanda | 01:51:00 | Jackie Gallagher | Australia | 02:05:05 |
|      | Chris Hill | Australia     | 01:51:13 | Michellie Jones  | Australia | 02:05:48 |

Sydney - Australia 
26 aprile 1998
| Pos. | Uomini       | Uomini      | Uomini   | Donne                      | Donne     | Donne    |
| Pos. | Atleta       | Paese       | Tempo    | Atleta                     | Paese     | Tempo    |
| ---- | ------------ | ----------- | -------- | -------------------------- | --------- | -------- |
|      | Greg Welch   | Australia   | 01:50:31 | Jackie Gallagher           | Australia | 02:02:32 |
|      | Craig Walton | Australia   | 01:50:31 | Loretta Harrop             | Australia | 02:03:17 |
|      | Greg Bennett | Stati Uniti | 01:51:00 | Isabelle Mouthon-Michellys | Francia   | 02:03:56 |

Zurigo - Svizzera 
21 giugno 1998
| Pos. | Uomini                    | Uomini      | Uomini   | Donne                   | Donne     | Donne    |
| Pos. | Atleta                    | Paese       | Tempo    | Atleta                  | Paese     | Tempo    |
| ---- | ------------------------- | ----------- | -------- | ----------------------- | --------- | -------- |
|      | Simon Lessing             | Regno Unito | 01:45:04 | Jackie Gallagher        | Australia | 01:54:18 |
|      | Andrew Johns              | Regno Unito | 01:45:25 | Magali Di Marco Messmer | Svizzera  | 01:54:44 |
|      | Jean-Christophe Guinchard | Svizzera    | 01:45:25 | Michellie Jones         | Australia | 01:55:16 |

Gamagōri - Giappone 
12 luglio 1998
| Pos. | Uomini           | Uomini        | Uomini   | Donne           | Donne     | Donne    |
| Pos. | Atleta           | Paese         | Tempo    | Atleta          | Paese     | Tempo    |
| ---- | ---------------- | ------------- | -------- | --------------- | --------- | -------- |
|      | Alexandre Manzan | Brasile       | 01:48:52 | Rina Hill       | Australia | 01:58:32 |
|      | Dmitriy Gaag     | Kazakistan    | 01:49:03 | Michellie Jones | Australia | 01:59:09 |
|      | Hamish Carter    | Nuova Zelanda | 01:49:03 | Joanne King     | Australia | 01:59:13 |

Corner Brook - Canada 
2 agosto 1998
| Pos. | Uomini          | Uomini    | Uomini   | Donne           | Donne     | Donne    |
| Pos. | Atleta          | Paese     | Tempo    | Atleta          | Paese     | Tempo    |
| ---- | --------------- | --------- | -------- | --------------- | --------- | -------- |
|      | Craig Walton    | Australia | 01:58:45 | Michellie Jones | Australia | 02:08:46 |
|      | Jan Řehula      | Rep. Ceca | 01:59:21 | Marie Overbye   | Danimarca | 02:09:21 |
|      | Stephane Poulat | Francia   | 01:59:33 | Mieke Suys      | Belgio    | 02:09:58 |

Tiszaújváros - Ungheria 
9 agosto 1998
| Pos. | Uomini        | Uomini        | Uomini   | Donne          | Donne       | Donne    |
| Pos. | Atleta        | Paese         | Tempo    | Atleta         | Paese       | Tempo    |
| ---- | ------------- | ------------- | -------- | -------------- | ----------- | -------- |
|      | Hamish Carter | Nuova Zelanda | 01:48:24 | Loretta Harrop | Australia   | 01:58:42 |
|      | Dmitriy Gaag  | Kazakistan    | 01:48:52 | Wieke Hoogzaad | Paesi Bassi | 02:00:28 |
|      | Trent Chapman | Australia     | 01:49:22 | Joanne King    | Australia   | 02:00:54 |

Cancún - Messico 
27 settembre 1998
| Pos. | Uomini            | Uomini     | Uomini   | Donne           | Donne       | Donne    |
| Pos. | Atleta            | Paese      | Tempo    | Atleta          | Paese       | Tempo    |
| ---- | ----------------- | ---------- | -------- | --------------- | ----------- | -------- |
|      | Gilberto Gonzalez | Venezuela  | 01:54:44 | Michellie Jones | Australia   | 02:02:54 |
|      | Martin Krňávek    | Rep. Ceca  | 01:55:16 | Jane Kargotich  | Australia   | 02:04:04 |
|      | Dmitriy Gaag      | Kazakistan | 01:55:18 | Wieke Hoogzaad  | Paesi Bassi | 02:04:21 |

Auckland - Nuova Zelanda 
1 novembre 1998
| Pos. | Uomini        | Uomini        | Uomini   | Donne           | Donne       | Donne    |
| Pos. | Atleta        | Paese         | Tempo    | Atleta          | Paese       | Tempo    |
| ---- | ------------- | ------------- | -------- | --------------- | ----------- | -------- |
|      | Hamish Carter | Nuova Zelanda | 01:47:45 | Michellie Jones | Australia   | 02:00:42 |
|      | Chris Hill    | Australia     | 01:47:59 | Joanne King     | Australia   | 02:00:48 |
|      | Craig Walton  | Australia     | 01:48:25 | Sian Brice      | Regno Unito | 02:01:25 |

Noosa - Australia 
8 novembre 1998
| Pos. | Uomini            | Uomini        | Uomini   | Donne             | Donne       | Donne    |
| Pos. | Atleta            | Paese         | Tempo    | Atleta            | Paese       | Tempo    |
| ---- | ----------------- | ------------- | -------- | ----------------- | ----------- | -------- |
|      | Gilberto Gonzalez | Venezuela     | 01:48:26 | Loretta Harrop    | Australia   | 01:59:39 |
|      | Hamish Carter     | Nuova Zelanda | 01:48:42 | Laura Bennett     | Stati Uniti | 02:00:35 |
|      | Chris Hill        | Australia     | 01:48:48 | Barbara Lindquist | Stati Uniti | 02:00:48 |